# PROK2
PROK2 (англ. Prokineticin 2) – білок, який кодується однойменним геном, розташованим у людей на 3-й хромосомі. Довжина поліпептидного ланцюга білка становить 129 амінокислот, а молекулярна маса — 14 314.
| 10         |  | 20         |  | 30         |  | 40         |  | 50         |
| ---------- |  | ---------- |  | ---------- |  | ---------- |  | ---------- |
| MRSLCCAPLL |  | LLLLLPPLLL |  | TPRAGDAAVI |  | TGACDKDSQC |  | GGGMCCAVSI |
| WVKSIRICTP |  | MGKLGDSCHP |  | LTRKNNFGNG |  | RQERRKRKRS |  | KRKKEVPFFG |
| RRMHHTCPCL |  | PGLACLRTSF |  | NRFICLAQK  |  |            |  |            |

A: Аланін

C: Цистеїн

D: Аспарагінова кислота

E: Глутамінова кислота

F: Фенілаланін

G: Гліцин

H: Гістидин

I: Ізолейцин

K: Лізин

L: Лейцин

M: Метіонін

N: Аспарагін

P: Пролін

Q: Глутамін

R: Аргінін

S: Серин

T: Треонін

V: Валін

Задіяний у таких біологічних процесах, як біологічні ритми, альтернативний сплайсинг. 
Секретований назовні.